# Radikal 100
Radikal 100 mit der Bedeutung „Leben“ ist eines von 23 der 214 traditionellen Radikale der chinesischen Schrift, die mit fünf Strichen geschrieben werden.
Mit 6 Zeichenverbindungen in Mathews’ Chinese-English Dictionary gibt es sehr wenige Schriftzeichen, die unter diesem Radikal im Lexikon zu finden sind. Das Xiandai Hanyu Cidian und das Xinhua-Wörterbuch führen 生 nicht als Radikal, es ist dort unter seinem ersten Strich, dem kleinen obersten Horizontalstrich zu finden.
Die Siegelschrift-Form  zeigt einen Baum, der auf der Erde wächst. Im zusammengesetzten Zeichen fungiert 生 vornehmlich als Lautträger wie in
甥 (= Neffe),
笙 (= das Blasinstrument Sheng),
牲 (= Haustier),
胜 (= Sieg),
性 (= Charakter) und
旌 (jing = Banner).

## Schriftzeichenverbindungen, die vom Radikal 100 regiert werden
| Striche | Zeichen  |
| ------- | -------- |
| +0      | 生       |
| +04     | 甠       |
| +05     | 甡       |
| +06     | 產 産    |
| +07     | 甤 甥 甦 |
| +09     | 甧       |

 Im Unicodeblock Kangxi-Radikale ist das Radikal 100 unter der Codepointnummer 12.131 (U+2F63) codiert.